# تایوان تحت حکومت چینگ
تایوان تحت حکومت چینگ (به لاتین: Taiwan under Qing rule) یک استان تحت اداره امپراتوری و یک دوره تاریخی تایوانی در دودمان چینگ است.